# خالد جبرتي
خالد جبرتي، لاعب كرة قدم قطري مجنس من أصل أثيوبي .
لعب سابقاً في أندية الخريطيات والعربي و الخور وأم صلال والريان و السيلية وقطر و مسيمير .

## روابط خارجية
- خالد جبرتي على موقع Soccerway.com (الإنجليزية)
- خالد جبرتي على موقع كووورة